# Cubaans voetbalelftal (mannen)
Het Cubaanse voetbalelftal is een team van voetballers dat Cuba vertegenwoordigt bij internationale wedstrijden en toernooien, zoals de (kwalificatie)wedstrijden voor het WK, de Caribbean Cup en de CONCACAF Gold Cup.
De Asociación de Fútbol de Cuba werd in 1924 opgericht en is aangesloten bij de Caraïbische Voetbalunie (CFU), de CONCACAF en de FIFA (sinds 1929). Het Cubaanse voetbalelftal behaalde in november 2006 met de 46e plaats de hoogste positie op de FIFA-wereldranglijst, in december 1994 werd met de 175e plaats de laagste positie bereikt.

## Deelname aan internationale toernooien

### Wereldkampioenschap
Vanaf 1934 speelt Cuba kwalificatiewedstrijden voor het WK-voetbal. Op 28 januari 1934 speelde het in Port-au-Prince tegen Haïti en won deze wedstrijd met 3–1. In de volgende ronde verloor het echter van Mexico waardoor ze zich niet plaatsten voor dit WK. In 1938 deed Cuba voor de enige keer mee aan het wereldkampioenschap voetbal. In de eerste ronde werd het na verlenging 3–3 tegen Roemenië. Héctor Socorro maakte de eerste goal voor Cuba op een WK-voetbal. In de replay werd met 2–1 gewonnen waardoor Cuba zich plaatste voor de kwartfinale. Die ging verloren met 0–8 tegen Zweden. Tot 2018 zou Cuba nog regelmatig deelnemen aan de kwalificatie maar zich nooit meer plaatsten. 
| Wereldkampioenschap voetbal overzicht | Wereldkampioenschap voetbal overzicht | Wereldkampioenschap voetbal overzicht | Wereldkampioenschap voetbal overzicht | Wereldkampioenschap voetbal overzicht | Wereldkampioenschap voetbal overzicht | Wereldkampioenschap voetbal overzicht | Wereldkampioenschap voetbal overzicht | Wereldkampioenschap voetbal overzicht |
| Jaar                                  | Ronde                                 | Wed.                                  | W                                     | G                                     | V                                     | DV                                    | DT                                    | Kwal                                  |
| ------------------------------------- | ------------------------------------- | ------------------------------------- | ------------------------------------- | ------------------------------------- | ------------------------------------- | ------------------------------------- | ------------------------------------- | ------------------------------------- |
| 1934                                  | Niet gekwalificeerd                   | Niet gekwalificeerd                   | Niet gekwalificeerd                   | Niet gekwalificeerd                   | Niet gekwalificeerd                   | Niet gekwalificeerd                   | Niet gekwalificeerd                   | Niet gekwalificeerd                   |
| 1938                                  | Kwartfinale                           | 3                                     | 1                                     | 1                                     | 1                                     | 5                                     | 12                                    | (kwal.)                               |
| 1950                                  | Niet gekwalificeerd                   | Niet gekwalificeerd                   | Niet gekwalificeerd                   | Niet gekwalificeerd                   | Niet gekwalificeerd                   | Niet gekwalificeerd                   | Niet gekwalificeerd                   | Niet gekwalificeerd                   |
| 1954–1962                             | Geen deelname                         | Geen deelname                         | Geen deelname                         | Geen deelname                         | Geen deelname                         | Geen deelname                         | Geen deelname                         | Geen deelname                         |
| 1966                                  | Niet gekwalificeerd                   | Niet gekwalificeerd                   | Niet gekwalificeerd                   | Niet gekwalificeerd                   | Niet gekwalificeerd                   | Niet gekwalificeerd                   | Niet gekwalificeerd                   | Niet gekwalificeerd                   |
| 1970–1974                             | Geen deelname                         | Geen deelname                         | Geen deelname                         | Geen deelname                         | Geen deelname                         | Geen deelname                         | Geen deelname                         | Geen deelname                         |
| 1978                                  | Niet gekwalificeerd                   | Niet gekwalificeerd                   | Niet gekwalificeerd                   | Niet gekwalificeerd                   | Niet gekwalificeerd                   | Niet gekwalificeerd                   | Niet gekwalificeerd                   | Niet gekwalificeerd                   |
| 1982                                  | Niet gekwalificeerd                   | Niet gekwalificeerd                   | Niet gekwalificeerd                   | Niet gekwalificeerd                   | Niet gekwalificeerd                   | Niet gekwalificeerd                   | Niet gekwalificeerd                   | Niet gekwalificeerd                   |
| 1986                                  | Geen deelname                         | Geen deelname                         | Geen deelname                         | Geen deelname                         | Geen deelname                         | Geen deelname                         | Geen deelname                         | Geen deelname                         |
| 1990                                  | Niet gekwalificeerd                   | Niet gekwalificeerd                   | Niet gekwalificeerd                   | Niet gekwalificeerd                   | Niet gekwalificeerd                   | Niet gekwalificeerd                   | Niet gekwalificeerd                   | Niet gekwalificeerd                   |
| 1994                                  | Teruggetrokken                        | Teruggetrokken                        | Teruggetrokken                        | Teruggetrokken                        | Teruggetrokken                        | Teruggetrokken                        | Teruggetrokken                        | Teruggetrokken                        |
| 1998                                  | Niet gekwalificeerd                   | Niet gekwalificeerd                   | Niet gekwalificeerd                   | Niet gekwalificeerd                   | Niet gekwalificeerd                   | Niet gekwalificeerd                   | Niet gekwalificeerd                   | Niet gekwalificeerd                   |
| 2002                                  | Niet gekwalificeerd                   | Niet gekwalificeerd                   | Niet gekwalificeerd                   | Niet gekwalificeerd                   | Niet gekwalificeerd                   | Niet gekwalificeerd                   | Niet gekwalificeerd                   | Niet gekwalificeerd                   |
| 2006                                  | Niet gekwalificeerd                   | Niet gekwalificeerd                   | Niet gekwalificeerd                   | Niet gekwalificeerd                   | Niet gekwalificeerd                   | Niet gekwalificeerd                   | Niet gekwalificeerd                   | Niet gekwalificeerd                   |
| 2010                                  | Niet gekwalificeerd                   | Niet gekwalificeerd                   | Niet gekwalificeerd                   | Niet gekwalificeerd                   | Niet gekwalificeerd                   | Niet gekwalificeerd                   | Niet gekwalificeerd                   | Niet gekwalificeerd                   |
| 2014                                  | Niet gekwalificeerd                   | Niet gekwalificeerd                   | Niet gekwalificeerd                   | Niet gekwalificeerd                   | Niet gekwalificeerd                   | Niet gekwalificeerd                   | Niet gekwalificeerd                   | Niet gekwalificeerd                   |
| 2018                                  | Niet gekwalificeerd                   | Niet gekwalificeerd                   | Niet gekwalificeerd                   | Niet gekwalificeerd                   | Niet gekwalificeerd                   | Niet gekwalificeerd                   | Niet gekwalificeerd                   | Niet gekwalificeerd                   |
| 2022                                  | Niet gekwalificeerd                   | Niet gekwalificeerd                   | Niet gekwalificeerd                   | Niet gekwalificeerd                   | Niet gekwalificeerd                   | Niet gekwalificeerd                   | Niet gekwalificeerd                   | Niet gekwalificeerd                   |
| 2026                                  | Niet gekwalificeerd                   | Niet gekwalificeerd                   | Niet gekwalificeerd                   | Niet gekwalificeerd                   | Niet gekwalificeerd                   | Niet gekwalificeerd                   | Niet gekwalificeerd                   | Niet gekwalificeerd                   |

### Gold Cup

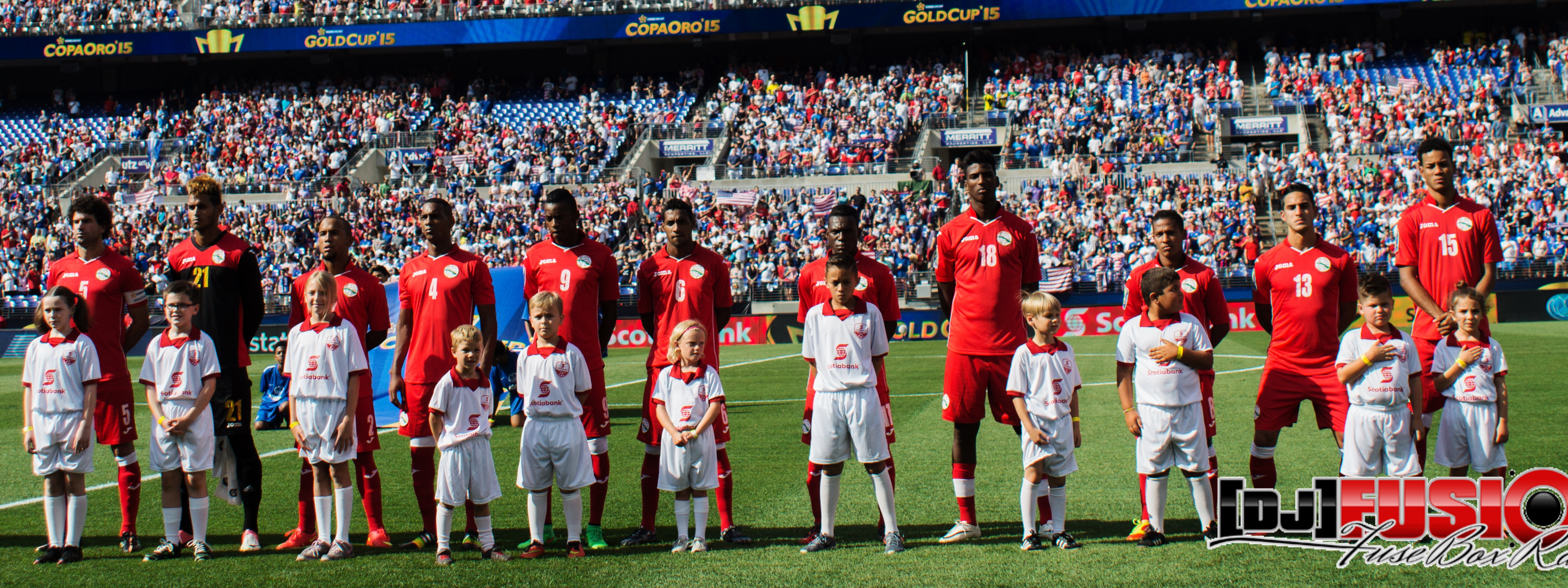
Cuba tegen USA op de Gold Cup van 2015.

In de regio doet Cuba aan verschillende toernooien mee. Het NAFC-kampioenschap gold in 1947 en 1949 als kwalificatie voor het WK. In 1947 werd dat toernooi in Cuba gespeeld. Er deden maar 3 landen mee en door de winst op de V.S. (5–2) werd Cuba tweede. De Caribbean Cup geldt als kwalificatietoernooi voor de Gold Cup. De resultaten zijn regelmatig goed genoeg om mee te mogen doen aan de Gold Cup. Het beste resultaat was in 2012. De eerste wedstrijd in de groepsfase werd nog verloren van Martinique (0–1) maar daarna werd er twee keer gewonnen, van Frans-Guyana (2–1) en van Jamaica (1–0). De finale werd bereikt en ook gewonnen. Door een goal van Marcel Hernández in de 113e minuut werd Trinidad en Tobago verslagen en daarmee werd Cuba kampioen. 
De laatste twee deelnames aan de Gold Cup (2013, 2015) werd de kwartfinale bereikt. In 2013 werd van Honduras verloren (0–1) en in 2015 (afbeelding) werd van de Verenigde Staten verloren (0–6).
| CONCACAF-kampioenschap overzicht | CONCACAF-kampioenschap overzicht | CONCACAF-kampioenschap overzicht | CONCACAF-kampioenschap overzicht | CONCACAF-kampioenschap overzicht | CONCACAF-kampioenschap overzicht | CONCACAF-kampioenschap overzicht | CONCACAF-kampioenschap overzicht | CONCACAF-kampioenschap overzicht |
| Jaar                             | Ronde                            | Wed.                             | W                                | G                                | V                                | DV                               | DT                               | Kwal                             |
| -------------------------------- | -------------------------------- | -------------------------------- | -------------------------------- | -------------------------------- | -------------------------------- | -------------------------------- | -------------------------------- | -------------------------------- |
| 1967                             | Niet gekwalificeerd              | Niet gekwalificeerd              | Niet gekwalificeerd              | Niet gekwalificeerd              | Niet gekwalificeerd              | Niet gekwalificeerd              | Niet gekwalificeerd              | Niet gekwalificeerd              |
| 1969                             | Geen deelname                    | Geen deelname                    | Geen deelname                    | Geen deelname                    | Geen deelname                    | Geen deelname                    | Geen deelname                    | Geen deelname                    |
| 1971                             | Vierde                           | 5                                | 1                                | 2                                | 2                                | 5                                | 7                                | (kwal.)                          |
| 1973                             | Geen deelname                    | Geen deelname                    | Geen deelname                    | Geen deelname                    | Geen deelname                    | Geen deelname                    | Geen deelname                    | Geen deelname                    |
| 1977                             | Niet gekwalificeerd              | Niet gekwalificeerd              | Niet gekwalificeerd              | Niet gekwalificeerd              | Niet gekwalificeerd              | Niet gekwalificeerd              | Niet gekwalificeerd              | Niet gekwalificeerd              |
| 1981                             | Vijfde                           | 5                                | 1                                | 2                                | 2                                | 4                                | 8                                | (kwal.)                          |
| 1985                             | Geen deelname                    | Geen deelname                    | Geen deelname                    | Geen deelname                    | Geen deelname                    | Geen deelname                    | Geen deelname                    | Geen deelname                    |
| 1989                             | Niet gekwalificeerd              | Niet gekwalificeerd              | Niet gekwalificeerd              | Niet gekwalificeerd              | Niet gekwalificeerd              | Niet gekwalificeerd              | Niet gekwalificeerd              | Niet gekwalificeerd              |
| CONCACAF Gold Cup overzicht      |                                  |                                  |                                  |                                  |                                  |                                  |                                  |                                  |
| Jaar                             | Ronde                            | Wed.                             | W                                | G                                | V                                | DV                               | DT                               | Kwal                             |
| 1991                             | Teruggetrokken                   | Teruggetrokken                   | Teruggetrokken                   | Teruggetrokken                   | Teruggetrokken                   | Teruggetrokken                   | Teruggetrokken                   | Teruggetrokken                   |
| 1993                             | Geen deelname                    | Geen deelname                    | Geen deelname                    | Geen deelname                    | Geen deelname                    | Geen deelname                    | Geen deelname                    | Geen deelname                    |
| 1996                             | Niet gekwalificeerd              | Niet gekwalificeerd              | Niet gekwalificeerd              | Niet gekwalificeerd              | Niet gekwalificeerd              | Niet gekwalificeerd              | Niet gekwalificeerd              | Niet gekwalificeerd              |
| 1998                             | Groepsfase                       | 2                                | 0                                | 0                                | 2                                | 2                                | 10                               | (kwal.)                          |
| 2000                             | Niet gekwalificeerd              | Niet gekwalificeerd              | Niet gekwalificeerd              | Niet gekwalificeerd              | Niet gekwalificeerd              | Niet gekwalificeerd              | Niet gekwalificeerd              | Niet gekwalificeerd              |
| 2002                             | Groepsfase                       | 2                                | 0                                | 1                                | 1                                | 0                                | 1                                | (kwal.)                          |
| 2003                             | Kwartfinale                      | 3                                | 1                                | 0                                | 2                                | 1                                | 7                                | (kwal.)                          |
| 2005                             | Groepsfase                       | 3                                | 0                                | 0                                | 3                                | 3                                | 9                                | (kwal.)                          |
| 2007                             | Groepsfase                       | 3                                | 0                                | 1                                | 2                                | 3                                | 9                                | (kwal.)                          |
| 2009                             | Teruggetrokken                   | Teruggetrokken                   | Teruggetrokken                   | Teruggetrokken                   | Teruggetrokken                   | Teruggetrokken                   | Teruggetrokken                   | Teruggetrokken                   |
| 2011                             | Groepsfase                       | 3                                | 0                                | 0                                | 3                                | 1                                | 16                               | (kwal.)                          |
| 2013                             | Kwartfinale                      | 4                                | 1                                | 0                                | 3                                | 6                                | 13                               | (kwal.)                          |
| 2015                             | Kwartfinale                      | 4                                | 1                                | 0                                | 3                                | 1                                | 14                               | (kwal.)                          |
| 2017                             | Niet gekwalificeerd              | Niet gekwalificeerd              | Niet gekwalificeerd              | Niet gekwalificeerd              | Niet gekwalificeerd              | Niet gekwalificeerd              | Niet gekwalificeerd              | Niet gekwalificeerd              |
| 2019                             | Groepsfase                       | 3                                | 0                                | 0                                | 3                                | 0                                | 17                               | (kwal.)                          |
| 2021                             | Niet gekwalificeerd              | Niet gekwalificeerd              | Niet gekwalificeerd              | Niet gekwalificeerd              | Niet gekwalificeerd              | Niet gekwalificeerd              | Niet gekwalificeerd              | Niet gekwalificeerd              |
| 2023                             | Groepsfase                       | 3                                | 0                                | 0                                | 3                                | 3                                | 9                                | (Kwal.)                          |
| 2025                             | Niet gekwalificeerd              | Niet gekwalificeerd              | Niet gekwalificeerd              | Niet gekwalificeerd              | Niet gekwalificeerd              | Niet gekwalificeerd              | Niet gekwalificeerd              | Niet gekwalificeerd              |

### Caribbean Cup
| Caribbean Cup overzicht | Caribbean Cup overzicht | Caribbean Cup overzicht | Caribbean Cup overzicht | Caribbean Cup overzicht | Caribbean Cup overzicht | Caribbean Cup overzicht | Caribbean Cup overzicht | Caribbean Cup overzicht |
| Jaar                    | Ronde                   | Wed.                    | W                       | G                       | V                       | DV                      | DT                      |                         |
| ----------------------- | ----------------------- | ----------------------- | ----------------------- | ----------------------- | ----------------------- | ----------------------- | ----------------------- | ----------------------- |
| 1991                    | Teruggetrokken          | Teruggetrokken          | Teruggetrokken          | Teruggetrokken          | Teruggetrokken          | Teruggetrokken          | Teruggetrokken          |                         |
| 1992                    | Vierde                  | 5                       | 2                       | 2                       | 1                       | 1                       | 2                       |                         |
| 1993                    | Geen deelname           | Geen deelname           | Geen deelname           | Geen deelname           | Geen deelname           | Geen deelname           | Geen deelname           |                         |
| 1994                    | Teruggetrokken          | Teruggetrokken          | Teruggetrokken          | Teruggetrokken          | Teruggetrokken          | Teruggetrokken          | Teruggetrokken          |                         |
| 1995                    | Derde                   | 5                       | 3                       | 0                       | 2                       | 5                       | 3                       |                         |
| 1996                    | Tweede                  | 5                       | 3                       | 1                       | 1                       | 7                       | 2                       |                         |
| 1997                    | Geen deelname           | Geen deelname           | Geen deelname           | Geen deelname           | Geen deelname           | Geen deelname           | Geen deelname           |                         |
| 1998                    | Niet gekwalificeerd     | Niet gekwalificeerd     | Niet gekwalificeerd     | Niet gekwalificeerd     | Niet gekwalificeerd     | Niet gekwalificeerd     | Niet gekwalificeerd     |                         |
| 1999                    | Tweede                  | 5                       | 4                       | 0                       | 1                       | 8                       | 3                       |                         |
| 2001                    | Vierde                  | 5                       | 1                       | 2                       | 2                       | 5                       | 7                       |                         |
| 2005                    | Tweede                  | 3                       | 2                       | 0                       | 1                       | 5                       | 2                       |                         |
| 2007                    | Derde                   | 5                       | 2                       | 1                       | 2                       | 7                       | 6                       |                         |
| 2008                    | Vierde                  | 5                       | 2                       | 2                       | 1                       | 7                       | 4                       |                         |
| 2010                    | Derde                   | 5                       | 3                       | 1                       | 1                       | 5                       | 2                       |                         |
| 2012                    | Winnaar                 | 5                       | 4                       | 0                       | 1                       | 5                       | 2                       |                         |
| 2014                    | Vierde                  | 4                       | 1                       | 2                       | 1                       | 5                       | 5                       |                         |
| 2017                    | Niet gekwalificeerd     | Niet gekwalificeerd     | Niet gekwalificeerd     | Niet gekwalificeerd     | Niet gekwalificeerd     | Niet gekwalificeerd     | Niet gekwalificeerd     |                         |

### CCCF-kampioenschap
| CCCF-kampioenschap overzicht | CCCF-kampioenschap overzicht | CCCF-kampioenschap overzicht | CCCF-kampioenschap overzicht | CCCF-kampioenschap overzicht | CCCF-kampioenschap overzicht | CCCF-kampioenschap overzicht | CCCF-kampioenschap overzicht | CCCF-kampioenschap overzicht |
| Jaar                         | Ronde                        | Wed.                         | W                            | G                            | V                            | DV                           | DT                           |                              |
| ---------------------------- | ---------------------------- | ---------------------------- | ---------------------------- | ---------------------------- | ---------------------------- | ---------------------------- | ---------------------------- | ---------------------------- |
| 1955                         | Zevende                      | 6                            | 1                            | 0                            | 5                            | 2                            | 17                           |                              |
| 1957                         | Vijfde                       | 4                            | 0                            | 0                            | 4                            | 1                            | 11                           |                              |
| 1960                         | Vijfde                       | 4                            | 1                            | 0                            | 3                            | 5                            | 12                           |                              |
| 1961                         | Groepsfase                   | 4                            | 0                            | 0                            | 4                            | 2                            | 9                            |                              |

### NAFC-kampioenschap
| NAFC-kampioenschap overzicht | NAFC-kampioenschap overzicht | NAFC-kampioenschap overzicht | NAFC-kampioenschap overzicht | NAFC-kampioenschap overzicht | NAFC-kampioenschap overzicht | NAFC-kampioenschap overzicht | NAFC-kampioenschap overzicht | NAFC-kampioenschap overzicht |
| Jaar                         | Ronde                        | Wed.                         | W                            | G                            | V                            | DV                           | DT                           |                              |
| ---------------------------- | ---------------------------- | ---------------------------- | ---------------------------- | ---------------------------- | ---------------------------- | ---------------------------- | ---------------------------- | ---------------------------- |
| 1947                         | Tweede                       | 2                            | 1                            | 0                            | 1                            | 6                            | 5                            |                              |
| 1949                         | Derde                        | 4                            | 0                            | 1                            | 3                            | 3                            | 11                           |                              |
| 1990–1991                    | Geen deelname                | Geen deelname                | Geen deelname                | Geen deelname                | Geen deelname                | Geen deelname                | Geen deelname                |                              |

### CONCACAF Nations League
| 2019–20 | A | 4 | 0 | 0 | 4 | 0  | 18 | B |
| 2022–23 | B | 6 | 5 | 0 | 1 | 11 | 3  | A |
| 2023–24 | B | 4 | 1 | 2 | 1 | 1  | 4  | A |
| 2024–25 | A | 4 | 0 | 3 | 1 | 4  | 6  | B |

## FIFA-wereldranglijst[3]
| 1993 | 1994 | 1995 | 1996 | 1997 | 1998 | 1999 | 2000 | 2001 | 2002 | 2003 | 2004 | 2005 | 2006 | 2007 | 2008 | 2009 | 2010 | 2011 | 2012 | 2013 | 2014 | 2015 | 2016 | 2017 | 2018 |
| ---- | ---- | ---- | ---- | ---- | ---- | ---- | ---- | ---- | ---- | ---- | ---- | ---- | ---- | ---- | ---- | ---- | ---- | ---- | ---- | ---- | ---- | ---- | ---- | ---- | ---- |
| 159  | 175  | 96   | 68   | 88   | 107  | 77   | 77   | 76   | 71   | 75   | 76   | 75   | 46   | 71   | 79   | 119  | 62   | 115  | 100  | 100  | 113  | 91   | 151  | 180  | 174  |

## Huidige selectie
De volgende spelers werden in juni 2015 door bondscoach Triana opgenomen in de selectie voor de CONCACAF Gold Cup 2015.
Interlands en doelpunten bijgewerkt tot en met de kwartfinale tegen de  Verenigde Staten (0–6) op 18 juli 2015
| №           | Naam                | Wed. | Dlpnt. | Club               |
| ----------- | ------------------- | ---- | ------ | ------------------ |
| Doel        |                     |      |        |                    |
| 21          | Diosvelis Guerra    | 12   | 0      | FC Ciego de Ávila  |
| 1           | Sandy Sánchez       | 2    | 0      | FC Las Tunas       |
| 12          | Arael Argüellez     | 1    | 0      | FC Cienfuegos      |
| Verdediging |                     |      |        |                    |
| 5           | Jorge Luís Clavelo  | 50   | 2      | FC Villa Clara     |
| 16          | Hánier Dranguet     | 35   | 1      | FC Guantánamo      |
| 13          | Jorge Luis Corrales | 34   | 1      | FC Pinar del Río   |
| 19          | Yasmany López       | 12   | 1      | FC Ciego de Ávila  |
| 15          | Adrián Diz          | 13   | 0      | FC La Habana       |
| 2           | Andy Vaquero        | 4    | 0      | FC La Habana       |
| 6           | Yaisnier Napoles    | 4    | 0      | FC Camagüey        |
| 4           | Ángel Horta         | 2    | 0      | FC Camagüey        |
| Middenveld  |                     |      |        |                    |
| 3           | Yénier Márquez      | 126  | 15     | FC Villa Clara     |
| 10          | Ariel Martínez      | 54   | 11     | FC Sancti Spiritus |
| 8           | Alberto Gómez       | 36   | 1      | FC Guantánamo      |
| 23          | Felix Guerra        | 11   | 0      | CF Granma          |
| 14          | Arichel Hernández   | 7    | 1      | FC Villa Clara     |
| 17          | Dairon Pérez        | 5    | 0      | FC Camagüey        |
| 18          | Daniel Luis         | 3    | 0      | FC La Habana       |
| 7           | Darío Suárez        | 2    | 0      | FC La Habana       |
| Aanval      |                     |      |        |                    |
| 22          | Alain Cervantes     | 67   | 8      | FC Ciego de Ávila  |
| 20          | Armando Coroneaux   | 22   | 4      | FC Camagüey        |
| 9           | Maikel Reyes        | 9    | 2      | FC Pinar del Río   |
| 11          | Keiler Garcia       | 4    | 0      | FC Camagüey        |

## Bekende (oud) spelers
AFC · A-internationals · Bondscoaches · Cubaans vrouwenelftal · Cuba U21 · Cuba U20 · Cuba U19 · Cuba U18 · Cuba U17
1920 – 1949 ·
1950 – 1969 ·
1970 – 1979 ·
1980 – 1989 ·
1990 – 1999 ·
2000 – 2009 ·
2010 – 2019 ·
2020 − 2029
WK 1938
OS 1976 ·
OS 1980
Albanië ·
Algerije ·
Angola ·
Antigua en Barbuda ·
Aruba ·
Bahama's ·
Barbados ·
Belize ·
Bermuda ·
Bolivia ·
Britse Maagdeneilanden ·
Bulgarije ·
Canada ·
Chili ·
China ·
Colombia ·
Costa Rica ·
Curaçao ·
DDR ·
Dominica ·
Dominicaanse Republiek ·
Ecuador ·
El Salvador ·
Ghana ·
Grenada ·
Guatemala ·
Guyana ·
Haïti ·
Honduras ·
Indonesië ·
Jamaica ·
Kaaimaneilanden ·
Kameroen ·
Mexico ·
Nicaragua ·
Nederlandse Antillen ·
Panama ·
Puerto Rico ·
Roemenië ·
Saint Kitts en Nevis ·
Saint Lucia ·
Saint Vincent en de Grenadines ·
Suriname ·
Trinidad en Tobago ·
Turks en Caicoseilanden ·
Uruguay ·
Venezuela ·
Verenigde Staten ·
Zuid-Korea ·
Zweden